# Arquivo Público Mineiro
O Arquivo Público Mineiro é uma unidade da Secretaria de Estado de Cultura e Turismo de Minas Gerais. Foi criado pela Lei Mineira nº 126, de 11 de julho de 1895, durante a gestão do Presidente do Estado Chrispim Jacques Bias Fortes, que a sancionou com o referendum do Secretário dos Negócios do Interior Henrique Augusto de Oliveira Diniz, a cuja secretaria ficou vinculado o órgão. O seu acervo serviu de base para a posterior criação do Museu Mineiro. Atualmente compõe o Circuito Liberdade.

## História
O Arquivo Público Mineiro (APM), estabelecido pela Lei nº 126, de 11 de julho de 1895, tinha como atribuição:
"receber e conservar debaixo de classificação sistemática todos os documentos concernentes ao direito público, à legislação, à administração, à história e geografia, às manifestações do movimento científico, literário e artístico do Estado de Minas Gerais."
O APM também foi criado como instituição com tripla função, sendo ao mesmo tempo Arquivo, Biblioteca e Museu. A mesma lei de criação estabelecia qua haveria uma revista períodica a ser editada na Imprensa Oficial do Estado. O primeiro quadro de servidores era composto de oito funcionários: Diretor, Secretário-arquivista, dois oficiais sub-arquivistas, dois amanuenses, um porteiro e um contínuo.
O primeiro regulamento do Arquivo Público Mineiro foi o que constou do Decreto n. 860, de 19 de setembro de 1895 e dentre outras disposições determinava que o órgão tivesse sob sua guarda os originais da "Constituição Política do Estado", promulgada em 15 de junho de 1891 e os originais da Constituição publicada pelo governador do estado com o decreto de 31 de outubro de 1890 que convocou o primeiro Congresso de Minas Gerais; o sumário ordenado pelo governador Assumar, em 1720, contra Filipe dos Santos e as devassas de 1789 e 1792 contra Tiradentes e os mais réus da Inconfidência Mineira.
O regulamento inicial previa também que nele houvesse um armário especial, que "ofereça a indispensável segurança, para servir de pequeno Cimeliarchum do estabelecimento", destinado à boa guarda e conservação de objetos de valor considerável, códices importantes, autógrafos preciosos e impressos de estimação excepcional pela sua raridade ou grande interesse bibliográfico.
Estava previsto ainda que a "Revista" do arquivo teria tiragem de 1000 exemplares e que teria aproximadamente duzentas páginas. No decreto de criação do Arquivo Público Mineiro estava prevista a criação de uma revista, o que foi feito por José Pedro Xavier da Veiga, primeiro diretor do Arquivo. O primeiro número foi publicado em 1896, organizado em quatro fascículos, nele se publicou muitas fontes primárias.

### A sede do APM

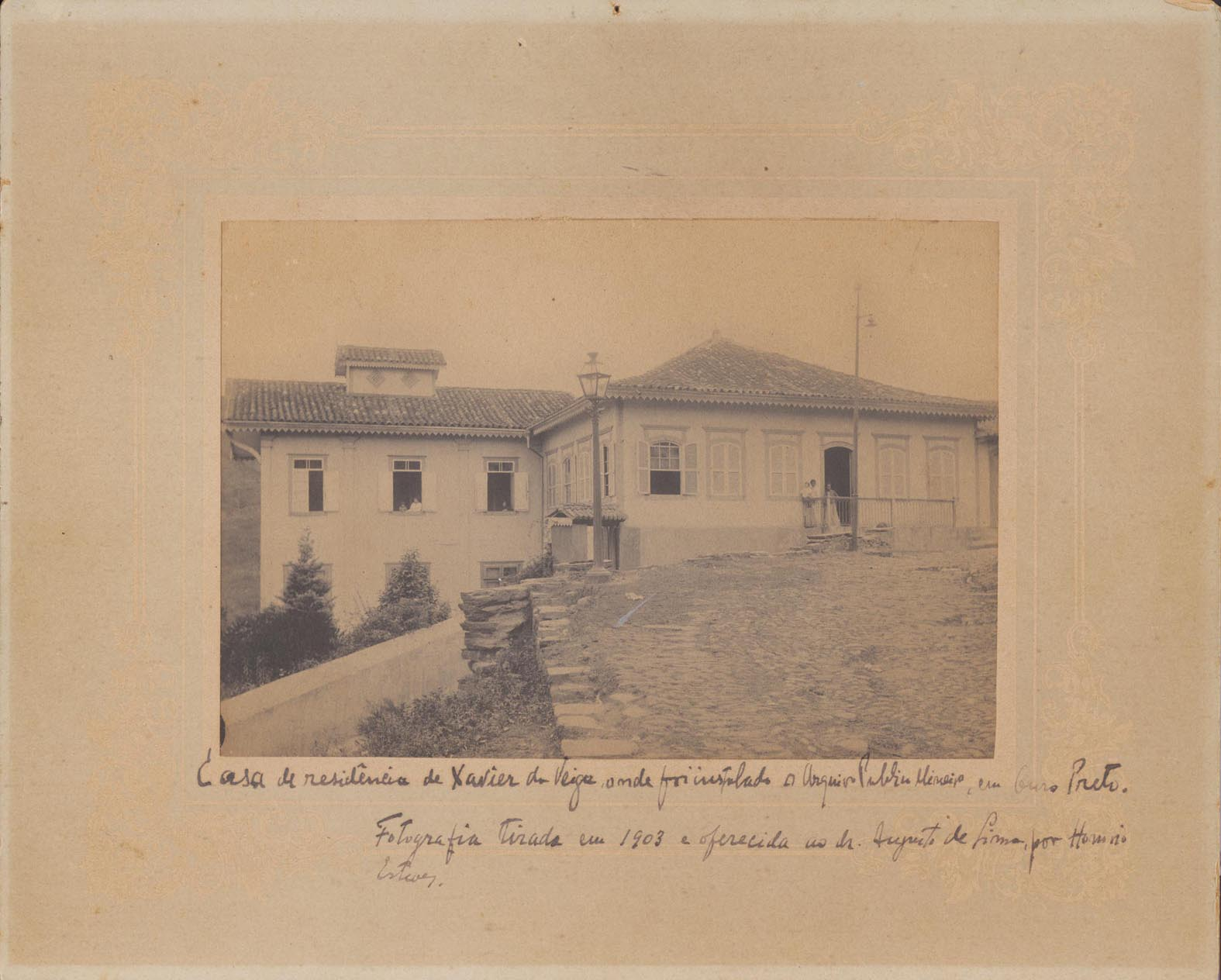
Residência de Xavier da Veiga na qual funcionou a primeira sede do Arquivo Público Mineiro. 1895.

O Arquivo Público Mineiro foi criado inicialmente em Ouro Preto, sendo instalado na residência do seu primeiro Diretor, José Pedro Xavier da Veiga. Em 1901, pela lei n° 318, o APM foi reorganizado e anexado à Secretaria do Interior, quando foi transferido para Belo Horizonte, ocupando prédios provisórios e fixando-se, a partir de 1938, em uma casa na Avenida João Pinheiro, nº 372. A edificação, característica da época do ecletismo, foi construída pela Comissão Construtora da Nova Capital, em 1897, sendo residência do Secretário de Finanças e posteriormente sede da Prefeitura de Belo Horizonte antes da instalação do Arquivo Público Mineiro.
Em 1975, foi construído um edifício anexo à casa-sede. Contando com quatro pavimentos, a edificação possui 335 m2 e ao longo do tempo foi gradativamente recebendo a documentação sob guarda da instituição. Após a inauguração do anexo, o imóvel construído pela Comissão Construtora foi fechado, sendo totalmente reaberto após o processo de restauração, em 1998. Em 1975 os bens que compõem o acervo do APM, bem como seu terreno e edificações foram tombados pelo Instituto Estadual do Patrimônio Histórico e Artístico de Minas Gerais (IEPHA/MG), sendo registro no Livro de Tombo e também no Decreto nº 16.983, de 07 de fevereiro de 1975.

### Diretores[14]
- José Pedro Xavier da Veiga (1895-1900)
- Antônio de Carvalho Brandão -  Substituto (1900-1901)
- Antônio Augusto de Lima (1901/1910)
- Francisco Soares Peixoto de Moura (1910-1920)
- Theophilo Feu de Carvalho - Substituto    (1920-1922 / 1926-1927 / 1933-1936)
- Mário Franzen de Lima (1922-1936)
- Adolpho Júlio Tymburibá - Substituto (1923-1926)
- Aurélio Egidio dos Santos Pires – Substituto  (1927-1930)
- Arduino Fontes Bolívar (1936-1938)
- Oscar Bhering (1938-1948)
- João Gomes Teixeira (1948-1973)
- Paulo de Araújo Rehfeld - Substituto (1950)
- Ivo Porto de Menezes (1974-1975)
- Francisco de Assis Andrade (1975-1987)
- Augusto Elísio de Matos Chelotti (1987-1988)
- Neide Pestana Thomazi (1988-1989)
- Aquiles Mauro Mitraud de Castro Leite (1989-1995)
- Norma de Góes Monteiro (1995-1999)
- Edilane Maria de Almeida Carneiro (1999-2005)
- Renato Pinto Venâncio (2005-2008)
- Maria Efigênia Lage de Resende (2008-2011)
- Vilma Moreira dos Santos (2011-2015)
- Thiago Veloso Vitral (2015-2021)
- Luciane Andrade Resende (2021-2022)
- Bruno Tripoloni Balista (2022-atual)

## SIAAPM

Tela do Sistema Integrado de Acesso do Arquivo Público Mineiro.

O Arquivo Público Mineiro lançou o Sistema Integrado de Acesso do APM em 2007, com o objetivo de democratizar o acesso ao acervo sob guarda da instituição. Desde então, o sistema foi alimentado com diversas informações sobre o acervo, além de representantes digitais de documentos textuais, cartográficos, iconográficos e audiovisuais.
O SIAAPM também conta com um módulo para apresentação do acervo bibliográfico do Arquivo Público Mineiro, além de seção dedicada à Gestão de Documentos. Nesta seção, estão disponíveis os Instrumentos de Gestão do Poder Executivo do Estado de Minas Gerais, o Plano de Classificação de Documentos (PC) e a Tabela de Temporalidade e Destinação de Documentos (TTDD).